# Helix aspersa maxima
 (mars 2016).
Gros Gris
Sous-espèce
Helix aspersa maxima, communément appelé le Gros-Gris, est l'une des sous-espèces de l'espèce Helix aspersa, un escargot terrestre. Il mesure de 40 à 45 mm pour un poids adulte de 20 à 30 g et est souvent utilisé en héliciculture.

## Biotope

### Répartition
On trouve la souche du gros-gris en Afrique du Nord. Il est localement acclimaté à l'état sauvage en France.

## Description

### Reproduction
Les gros-gris sont des animaux hermaphrodites c'est-à-dire qu'ils sont simultanément mâle et femelle. Ils s'accouplent généralement vers décembre-janvier, ils ne meurent pas après la ponte et pondent une centaine d'œufs par couple.

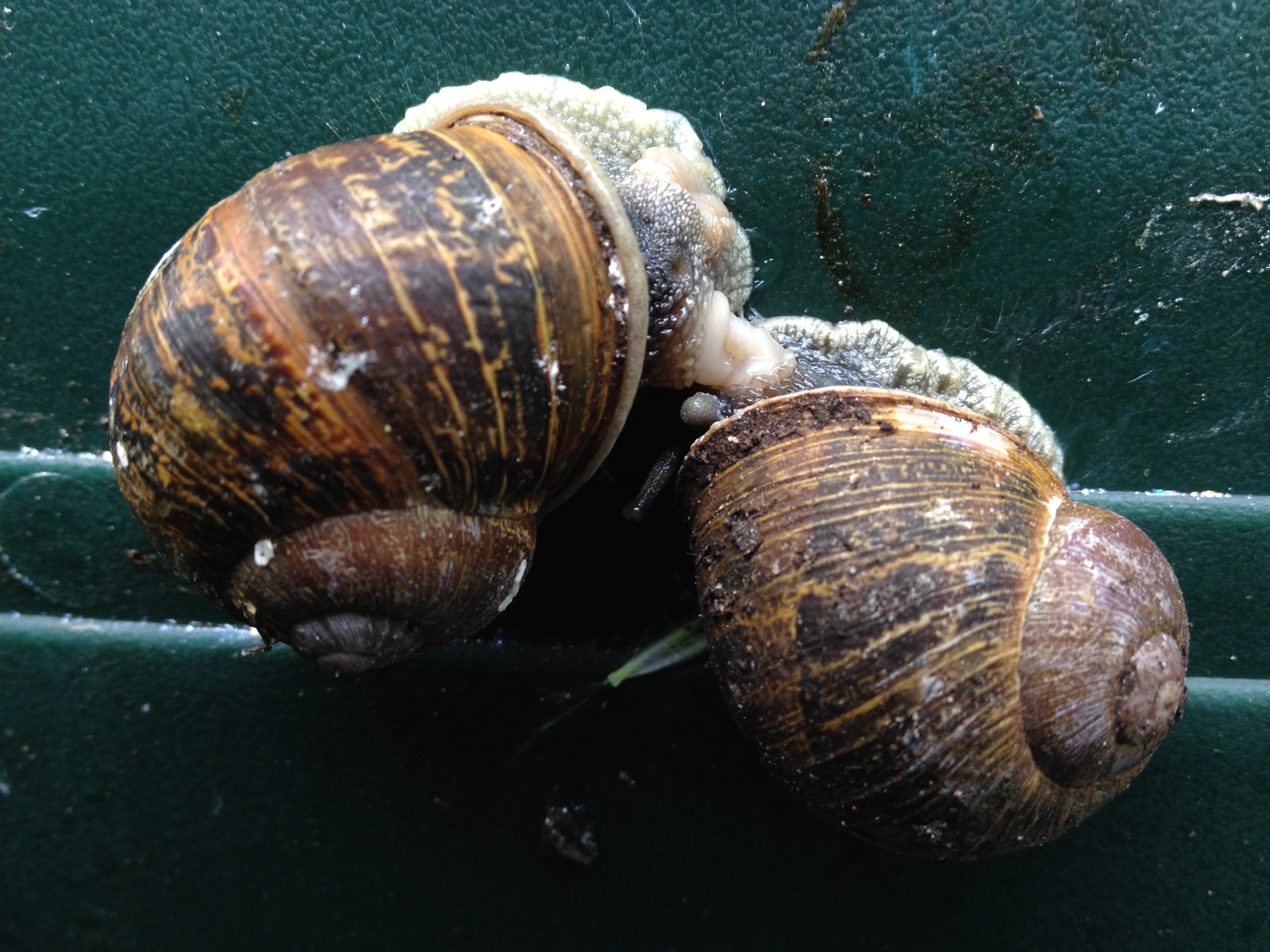
La reproduction.

## Élevage

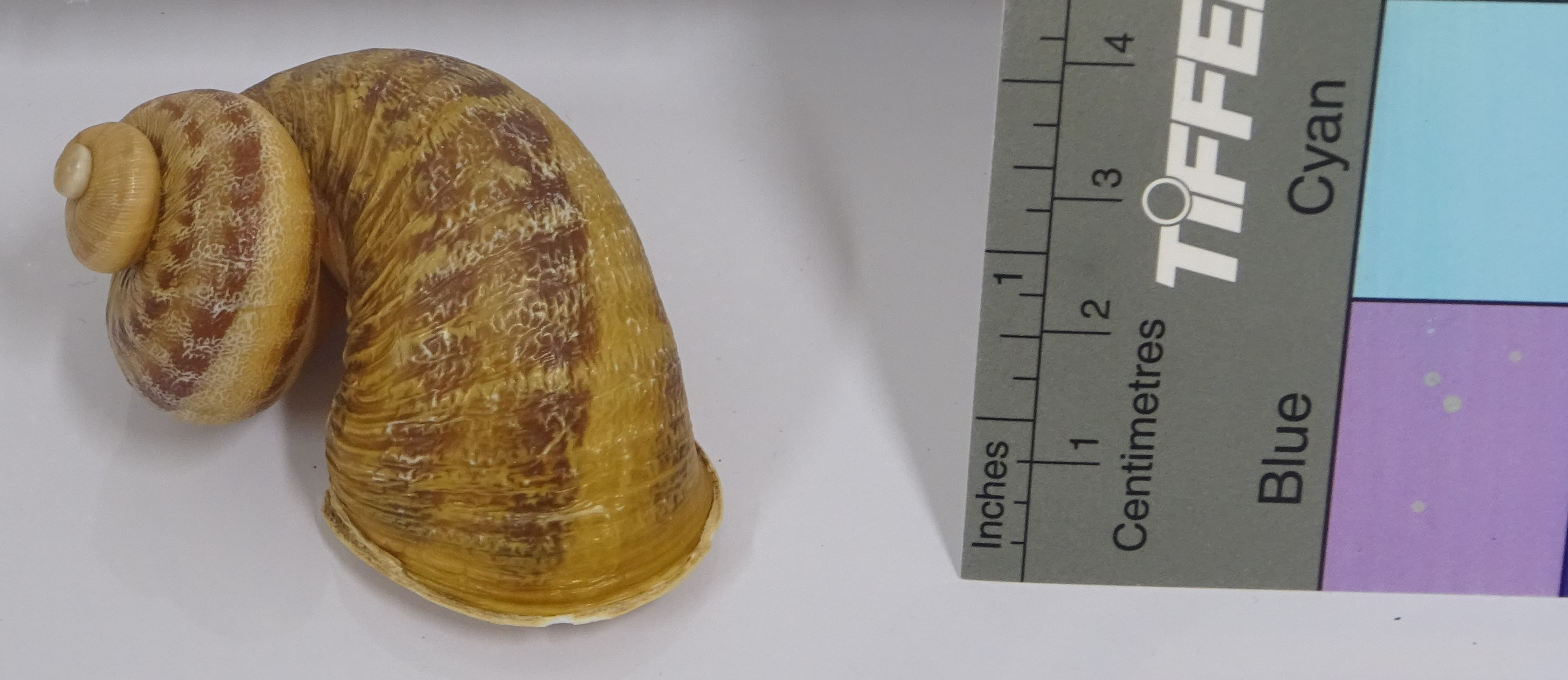
Spécimen 2020.14.1 de Gros-gris montrant un enroulement anormal non jointif de la coquille. Collection du muséum d'histoire naturelle de Bourges

Probablement originaire d'Afrique du Nord, il est introduit en France en 1978 par la société Gasteropolis (qui a disparu depuis). Lors de son introduction, il ne se reproduisait qu'en automne-hiver et estivait. Il a été "désaisonné" par des éleveurs en 8 à 10 générations, ce qui a permis son élevage en parcs extérieurs suivant le cycle printemps-été.
À l'origine, la souche comportait des manteaux (bourrelet palléal) noirs ou blancs. Les éleveurs ont sélectionné les manteaux noirs afin de permettre une identification facile par rapport aux petits-gris (qui ont un bourrelet naturellement blanc) sur des escargots vivants sans tenir compte de la taille.
La croissance et la reproduction de l'escargot Helix aspersa maxima ont été examinées dans quatre combinaisons de température et de photopériode artificielle dans des conteneurs transparents et opaques à deux températures pendant plus de 40 semaines. Les effets de la température sont prédominants sur tous les processus.
La croissance de l'escargot a été améliorée par un élevage en conteneur opaque plutôt que transparent avec une photopériode de journée longue. La ponte n'a pas été affectée par le type de conteneur sur une période de 28 semaines, ce qui démontre une perception aiguë de la photopériodicité par les escargots maintenus à faible intensité lumineuse.
Il se comporte mieux que le Petit-Gris en élevage et c’est devenu l’escargot le plus élevé en France.
Pour se rapprocher de la présentation de l'escargot de Bourgogne qui est considérée comme plus attractive par sa coquille claire, des éleveurs ont tenté de sélectionner le gros gris dans ce sens. Une sélection belge appelée 'Jaune De Gand' a été effectuée par le Professeur André De Grisse, mais l'élevage a fermé depuis.
Une sélection d'hybrides de H. aspersa aspersa, H. aspersa maxima et probablement H. aspersa major est actuellement[Quand ?] en cours. Le but est d'obtenir un escargot combinant la facilité d'élevage du gros gris (facilité de reproduction, bonne vitesse de croissance) et la tendreté de sa chair avec le gabarit et la coquille claire et unie de l'escargot de Bourgogne.
La généalogie est tenue depuis 1993 par Philippe Thomas et le stud-book est fermé en 2013, moment où la longueur moyenne de la coquille est de 48,4 mm pour un poids moyen de 26,7 g prêt à la consommation.

## Utilisations

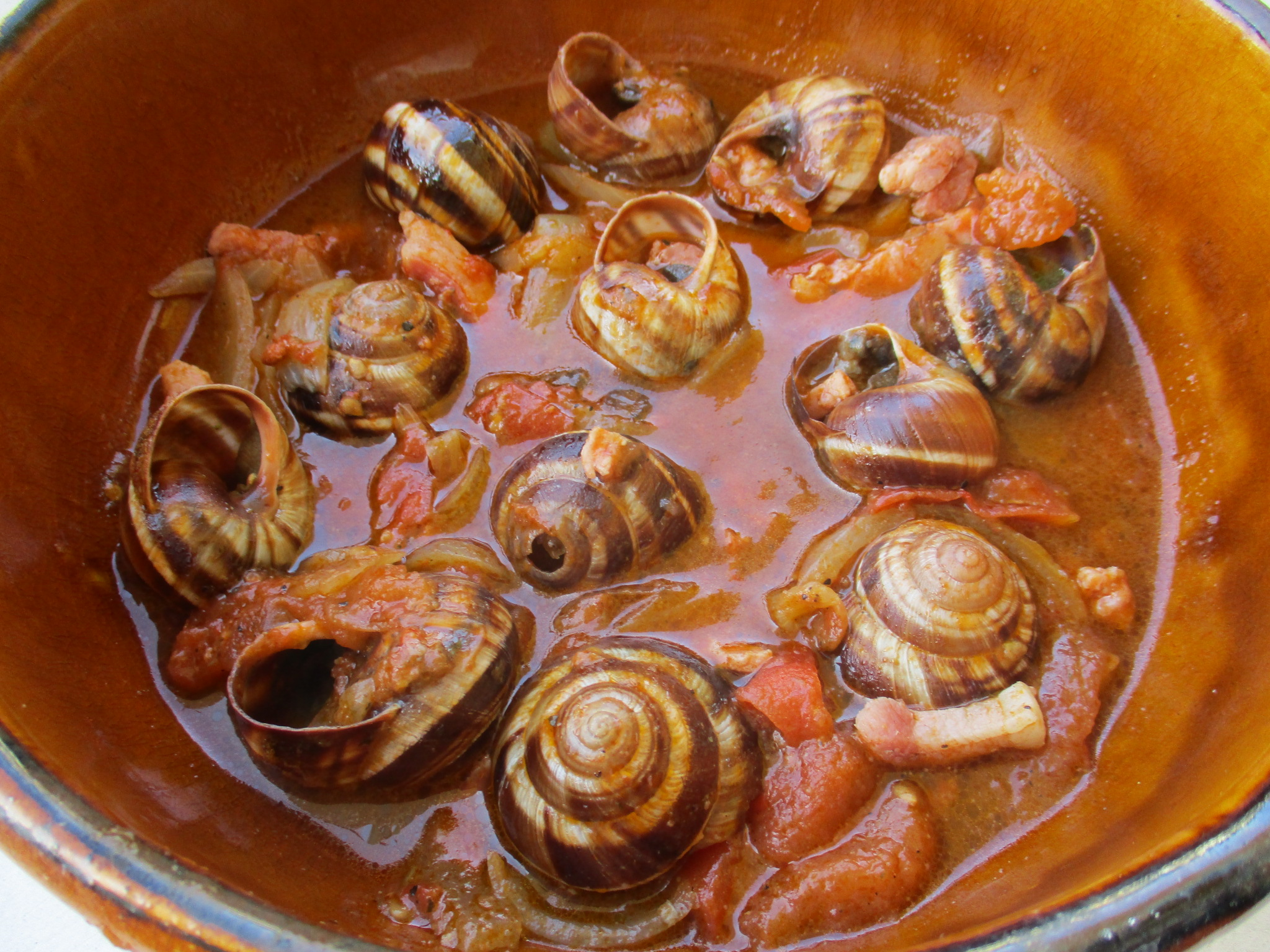
Cassole d'escargots à la charentaise, recette pouvant être réalisée avec des Gros-Gris.

### Gastronomique
La chair de H. aspersa est souvent considérée comme plus tendre que celle de l'escargot de Bourgogne. L'avantage de maxima vient bien sûr de sa taille.
Les œufs de cette espèce sont utilisés pour faire du « caviar » d'escargot.